# Germany's Next Topmodel (mùa 14)
Germany's Next Topmodel, Mùa 14 là mùa thứ mười bốn của Germany's Next Topmodel (thường được viết tắt là GNTM) được phát sóng trên mạng lưới truyền hình Đức ProSieben. Chương trình bắt đầu phát sóng vào ngày 7 tháng 2 năm 2019.
Kể từ mùa này, toàn bộ dàn giám khảo sẽ chỉ bao gồm Heidi Klum và một hay hai vị giám khảo khách mời trong mỗi tập, và giám khảo khách mời có quyền được cứu một thí sinh mà Heidi đã loại. Một lần nữa, mùa này đã lập kỉ lục mới về tổng số thí sinh với 30 thí sinh chung cuộc trong cuộc thi.
Người chiến thắng của mùa giải này là Simone Hartseil, 21 tuổi từ Stade. Cô giành được:
- 1 hợp đồng người mẫu với OneEins GmbH Management
- Lên ảnh bìa tạp chí Harper's Bazaar
- Chiến dịch quảng cáo cho Palmolive và nước hoa Michalsky
- Giải thưởng tiền mặt trị giá 100.000€

## Các thí sinh
(Tuổi tính từ ngày dự thi)
| Thí sinh              | Tuổi | Quê quán                 | Bị loại ở | Hạng                    |
| --------------------- | ---- | ------------------------ | --------- | ----------------------- |
| Anastasiya Baskakova  | 21   | Heidelberg               | Tập 2     | 30-27                   |
| Ann-Kathrin Grünewald | 20   | Unterfranken             | Tập 2     | 30-27                   |
| Debora Goulart        | 22   | Berlin                   | Tập 2     | 30-27                   |
| Marlene Donner        | 19   | Stuttgart                | Tập 2     | 30-27                   |
| Olivia Rhode          | 16   | München                  | Tập 3     | 26 (bỏ cuộc)            |
| Celine Hamann         | 19   | Malchow                  | Tập 3     | 25-22                   |
| Loriane Glocke        | 24   | München                  | Tập 3     | 25-22                   |
| Maria Willhauk        | 19   | Heilbron                 | Tập 3     | 25-22                   |
| Naomi Ufelle          | 16   | Viên, Áo                 | Tập 3     | 25-22                   |
| Kim Dammer            | 18   | Oberhausen               | Tập 4     | 21 (bỏ cuộc)            |
| Catharina Maranca     | 19   | Dortmund                 | Tập 4     | 20-18                   |
| Joelle Pascai-Quednau | 23   | Mechernich               | Tập 4     | 20-18                   |
| Melina Lucht          | 19   | Duisburg                 | Tập 4     | 20-18                   |
| Leonela Hires         | 19   | Viên, Áo                 | Tập 5     | 17                      |
| Luna Dukadjinac       | 21   | Hann. Münden             | Tập 6     | 16                      |
| Enisa Bukvic          | 24   | Hamburg                  | Tập 7     | 15 (bỏ cuộc)            |
| Jasmin Cadete         | 18   | Frankfurt am Main        | Tập 7     | 14 (tước quyền thi đấu) |
| Melissa Hemberger     | 23   | Rosenheim                | Tập 8     | 13                      |
| Justine Klippenstein  | 20   | Schloß Holte-Stukenbrock | Tập 9     | 12                      |
| Theresia Fischer      | 26   | Stade                    | Tập 10    | 11                      |
| Julia Helm            | 23   | Illertissen              | Tập 11    | 10                      |
| Lena Lischewski       | 17   | Essen                    | Tập 12    | 9                       |
| Tatjana Wiedemann     | 21   | Leipzig                  | Tập 13    | 8                       |
| Sarah Almoril         | 20   | Schlüchtern              | Tập 14    | 7                       |
| Caroline Krüger       | 21   | Bremerhaven              | Tập 14    | 6                       |
| Alicija Köhler        | 18   | Wendhausen               | Tập 15    | 5                       |
| Vanessa Stanat        | 21   | Bensheim                 | Tập 15    | 4 (bỏ cuộc)             |
| Cäcilia Zimmer        | 18   | Freiburg im Breisgau     | Tập 16    | 3                       |
| Sayana Ranjan         | 20   | Grevenbroich             | Tập 16    | 2                       |
| Simone Hartseil       | 21   | Stade                    | Tập 16    | 1                       |

## Thứ tự gọi tên
| 1  | Anastasiya                                                                            | Lena                                                  | Kim       | Jasmin       | Theresia             | Sayana   | Vanessa                             | Lena         | Sarah    | Alicija  | Tatjana  | Cäcilia  | Caroline | Simone   | Vanessa | Simone  |  |  |  |  |  |  |  |  |  |  |  |  |  |  |  |
| 2  | Enisa                                                                                 | Vanessa                                               | Tatjana   | Enisa        | Cäcilia              | Simone   | Justine                             | Simone       | Julia    | Caroline | Caroline | Simone   | Sarah    | Vanessa  | Simone  | Sayana  |  |  |  |  |  |  |  |  |  |  |  |  |  |  |  |
| 3  | Leonela                                                                               | Enisa                                                 | Sayana    | Theresia     | Justine              | Alicija  | Cäcilia                             | Tatjana      | Simone   | Cäcilia  | Sarah    | Alicija  | Simone   | Cäcilia  | Cäcilia | Cäcilia |  |  |  |  |  |  |  |  |  |  |  |  |  |  |  |
| 4  | Theresia                                                                              | Tatjana                                               | Theresia  | Tatjana      | Tatjana              | Julia    | Tatjana                             | Sarah        | Theresia | Sayana   | Vanessa  | Vanessa  | Vanessa  | Sayana   | Sayana  |         |  |  |  |  |  |  |  |  |  |  |  |  |  |  |  |
| 5  | Olivia                                                                                | Theresia                                              | Catharina | Julia        | Enisa                | Tatjana  | Sayana                              | Cäcilia      | Sayana   | Tatjana  | Alicija  | Caroline | Alicija  | Alicija  | Alicija |         |  |  |  |  |  |  |  |  |  |  |  |  |  |  |  |
| 6  | Sayana                                                                                | Luna                                                  | Simone    | Caroline     | Vanessa              | Cäcilia  | Theresia                            | Vanessa      | Caroline | Julia    | Cäcilia  | Sayana   | Cäcilia  | Caroline |         |         |  |  |  |  |  |  |  |  |  |  |  |  |  |  |  |
| 7  | Melissa                                                                               | Melina                                                | Lena      | Justine      | Julia                | Caroline | Melissa                             | Theresia     | Tatjana  | Vanessa  | Sayana   | Sarah    | Sayana   | Sarah    |         |         |  |  |  |  |  |  |  |  |  |  |  |  |  |  |  |
| 8  | Cäcilia                                                                               | Celine                                                | Enisa     | Sayana       | Alicija              | Lena     | Alicija Caroline Julia Sarah Simone | Alicija      | Alicija  | Sarah    | Lena     | Tatjana  | Tatjana  |          |         |         |  |  |  |  |  |  |  |  |  |  |  |  |  |  |  |
| 9  | Kim                                                                                   | Sarah                                                 | Caroline  | Cäcilia      | Melissa              | Theresia | Alicija Caroline Julia Sarah Simone | Caroline     | Vanessa  | Simone   | Simone   | Lena     |          |          |         |         |  |  |  |  |  |  |  |  |  |  |  |  |  |  |  |
| 10 | Luna                                                                                  | Julia                                                 | Julia     | Lena         | Simone               | Sarah    | Alicija Caroline Julia Sarah Simone | Justine      | Cäcilia  | Lena     | Julia    |          |          |          |         |         |  |  |  |  |  |  |  |  |  |  |  |  |  |  |  |
| 11 | Debora                                                                                | Sayana                                                | Alicija   | Sarah        | Sarah                | Jasmin   | Alicija Caroline Julia Sarah Simone | Julia Sayana | Lena     | Theresia |          |          |          |          |         |         |  |  |  |  |  |  |  |  |  |  |  |  |  |  |  |
| 12 | Caroline                                                                              | Cäcilia                                               | Sarah     | Simone       | Lena                 | Melissa  | Alicija Caroline Julia Sarah Simone | Julia Sayana | Justine  |          |          |          |          |          |         |         |  |  |  |  |  |  |  |  |  |  |  |  |  |  |  |
| 13 | Lena                                                                                  | Melissa                                               | Vanessa   | Vanessa      | Jasmin               | Enisa    | Lena                                | Melissa      |          |          |          |          |          |          |         |         |  |  |  |  |  |  |  |  |  |  |  |  |  |  |  |
| 14 | Maria                                                                                 | Caroline                                              | Melissa   | Leonela      | Caroline Luna Sayana | Vanessa  | Jasmin                              |              |          |          |          |          |          |          |         |         |  |  |  |  |  |  |  |  |  |  |  |  |  |  |  |
| 15 | Naomi                                                                                 | Simone                                                | Leonela   | Melissa      | Caroline Luna Sayana | Justine  | Enisa                               |              |          |          |          |          |          |          |         |         |  |  |  |  |  |  |  |  |  |  |  |  |  |  |  |
| 16 | Jasmin                                                                                | Leonela                                               | Melina    | Alicija Luna | Caroline Luna Sayana | Luna     |                                     |              |          |          |          |          |          |          |         |         |  |  |  |  |  |  |  |  |  |  |  |  |  |  |  |
| 17 | Tatjana                                                                               | Jasmin                                                | Justine   | Alicija Luna | Leonela              |          |                                     |              |          |          |          |          |          |          |         |         |  |  |  |  |  |  |  |  |  |  |  |  |  |  |  |
| 18 | Vanessa                                                                               | Alicija Joelle Justine Kim Loriane Maria Naomi Olivia | Cäcilia   | Catharina    |                      |          |                                     |              |          |          |          |          |          |          |         |         |  |  |  |  |  |  |  |  |  |  |  |  |  |  |  |
| 19 | Alicija Ann-Kathrin Catharina Celine Debora Joelle Julia Justine Loriane Melina Sarah | Alicija Joelle Justine Kim Loriane Maria Naomi Olivia | Luna      | Melina       |                      |          |                                     |              |          |          |          |          |          |          |         |         |  |  |  |  |  |  |  |  |  |  |  |  |  |  |  |
| 20 | Alicija Ann-Kathrin Catharina Celine Debora Joelle Julia Justine Loriane Melina Sarah | Alicija Joelle Justine Kim Loriane Maria Naomi Olivia | Jasmin    | Joelle       |                      |          |                                     |              |          |          |          |          |          |          |         |         |  |  |  |  |  |  |  |  |  |  |  |  |  |  |  |
| 21 | Alicija Ann-Kathrin Catharina Celine Debora Joelle Julia Justine Loriane Melina Sarah | Alicija Joelle Justine Kim Loriane Maria Naomi Olivia | Joelle    | Kim          |                      |          |                                     |              |          |          |          |          |          |          |         |         |  |  |  |  |  |  |  |  |  |  |  |  |  |  |  |
| 22 | Alicija Ann-Kathrin Catharina Celine Debora Joelle Julia Justine Loriane Melina Sarah | Alicija Joelle Justine Kim Loriane Maria Naomi Olivia | Loriane   |              |                      |          |                                     |              |          |          |          |          |          |          |         |         |  |  |  |  |  |  |  |  |  |  |  |  |  |  |  |
| 23 | Alicija Ann-Kathrin Catharina Celine Debora Joelle Julia Justine Loriane Melina Sarah | Alicija Joelle Justine Kim Loriane Maria Naomi Olivia | Celine    |              |                      |          |                                     |              |          |          |          |          |          |          |         |         |  |  |  |  |  |  |  |  |  |  |  |  |  |  |  |
| 24 | Alicija Ann-Kathrin Catharina Celine Debora Joelle Julia Justine Loriane Melina Sarah | Alicija Joelle Justine Kim Loriane Maria Naomi Olivia | Naomi     |              |                      |          |                                     |              |          |          |          |          |          |          |         |         |  |  |  |  |  |  |  |  |  |  |  |  |  |  |  |
| 25 | Alicija Ann-Kathrin Catharina Celine Debora Joelle Julia Justine Loriane Melina Sarah | Alicija Joelle Justine Kim Loriane Maria Naomi Olivia | Maria     |              |                      |          |                                     |              |          |          |          |          |          |          |         |         |  |  |  |  |  |  |  |  |  |  |  |  |  |  |  |
| 26 | Alicija Ann-Kathrin Catharina Celine Debora Joelle Julia Justine Loriane Melina Sarah | Catharina                                             | Olivia    |              |                      |          |                                     |              |          |          |          |          |          |          |         |         |  |  |  |  |  |  |  |  |  |  |  |  |  |  |  |
| 27 | Alicija Ann-Kathrin Catharina Celine Debora Joelle Julia Justine Loriane Melina Sarah | Debora                                                |           |              |                      |          |                                     |              |          |          |          |          |          |          |         |         |  |  |  |  |  |  |  |  |  |  |  |  |  |  |  |
| 28 | Alicija Ann-Kathrin Catharina Celine Debora Joelle Julia Justine Loriane Melina Sarah | Ann-Kathrin                                           |           |              |                      |          |                                     |              |          |          |          |          |          |          |         |         |  |  |  |  |  |  |  |  |  |  |  |  |  |  |  |
| 29 | Alicija Ann-Kathrin Catharina Celine Debora Joelle Julia Justine Loriane Melina Sarah | Marlene                                               |           |              |                      |          |                                     |              |          |          |          |          |          |          |         |         |  |  |  |  |  |  |  |  |  |  |  |  |  |  |  |
| 30 | Marlene                                                                               | Anastasiya                                            |           |              |                      |          |                                     |              |          |          |          |          |          |          |         |         |  |  |  |  |  |  |  |  |  |  |  |  |  |  |  |

     Thí sinh được miễn loại
     Thí sinh bị loại
     Thí sinh bị loại trước khi đánh giá
     Thí sinh bị tước quyền thi đấu
     Thí sinh được giám khảo khách mời cứu
     Thí sinh dừng cuộc thi
     Thí sinh chiến thắng cuộc thi
- Thứ tự gọi tên chỉ lần lượt từng người an toàn
- Trong tập 1, Marlene ban đầu bị loại, nhưng cô đã được cứu bởi giám khảo khách mời, Lena Gercke.
- Trong tập 2, Catharina ban đầu bị loại, nhưng cô đã được cứu bởi giám khảo khách mời, Wolfgang Joop.
- Trong tập 3, Joelle ban đầu bị loại, nhưng cô đã được cứu bởi giám khảo khách mời, Ellen von Unwerth.
- Trong tập 4, Jasmin không có xuất hiện tại Los Angeles vì vấn đề visa của cô, nhưng cô vẫn được an toàn. Enisa được miễn loại vì có nhiều lượt bình chọn nhất trên mạng xã hội
- Trong tập 6, Enisa, Justine, Luna & Vanessa rơi vào cuối bảng. Giám khảo khách mời, Toni Garrn có quyền được cứu 1 thí sinh, và cô chọn Enisa.
- Trong tập 7, Jasmin bị tước quyền thi đấu vì hành vi bạo lực của mình đối với Lena.
- Trong tập 12, Lena & Tatjana rơi vào cuối bảng. Giám khảo khách mời, Paris Hilton có quyền được cứu 1 thí sinh, và cô chọn Tatjana.
- Trong tập 13, Cäcilia, Sayana & Tatjana rơi vào cuối bảng. Giám khảo khách mời, Bill Kaulitz có quyền được cứu 1 thí sinh, và anh chọn Sayana.
- Trong tập 14, Sarah bị loại vì thua vòng đấu loại trong buổi chụp ảnh với Caroline. Simone được miễn loại vì được chọn trong thử thách casting
- Trong cuối tập 15, Vanessa xin dừng cuộc thi vì lí do cá nhân.

### Buổi chụp hình
- Tập 2: Nữ hoàng tuyết theo cặp
- Tập 3: Đồ lót trên núi tuyết với Jordan Barrett
- Tập 4: Tiếp viên hàng không ngoài hành tinh trên vũ trụ
- Tập 5: Diện mạo mới; Ảnh thẻ trắng đen
- Tập 6: Tạo dáng trên sa mạc theo cặp
- Tập 7: Khỏa thân với cún con
- Tập 8: Nhảy xuống hồ bơi với túi xách khổng lồ
- Tập 9: Người diễn xiếc với rắn
- Tập 10: Video chuyển động: Vũ công disco lấy cảm hứng từ phim Saturday Night Fever
- Tập 11: Tâm trạng buồn dưới mưa với người mẫu nam
- Tập 12: Tiệc tùng với Paris Hilton
- Tập 13: Thời trang harajuku trong xe đạp trên không
- Tập 14: Body painting lấp lánh trên đường phố
- Tập 15: Ảnh bìa tạp chí Harper's Bazaar
- Tập 16: Tạo dáng trên các vũ công Magic Mike